# 1912年のスポーツ

## 総合競技大会
- 第5回ストックホルムオリンピック（5月5日～7月27日） - 日本初参加

| 第5回ストックホルムオリンピック | 第5回ストックホルムオリンピック | 第5回ストックホルムオリンピック | 第5回ストックホルムオリンピック | 第5回ストックホルムオリンピック | 第5回ストックホルムオリンピック |
| 順位                            | 国・地域名                      | 金                              | 銀                              | 銅                              | 計                              |
| ------------------------------- | ------------------------------- | ------------------------------- | ------------------------------- | ------------------------------- | ------------------------------- |
| 1                               | アメリカ                        | 25                              | 19                              | 19                              | 63                              |
| 2                               | スウェーデン                    | 24                              | 24                              | 17                              | 65                              |
| 3                               | イギリス                        | 10                              | 15                              | 16                              | 41                              |
| 4                               | フィンランド                    | 9                               | 8                               | 9                               | 26                              |
| 5                               | フランス                        | 7                               | 4                               | 3                               | 14                              |
| 6                               | ドイツ                          | 5                               | 13                              | 7                               | 25                              |
| 7                               | 南アフリカ                      | 4                               | 2                               | 0                               | 6                               |
| 8                               | ノルウェー                      | 4                               | 1                               | 4                               | 9                               |
| 9                               | ハンガリー                      | 3                               | 2                               | 3                               | 8                               |
| 9                               | カナダ                          | 3                               | 2                               | 3                               | 8                               |
| 詳細はメダル受賞数一覧を参照    |                                 |                                 |                                 |                                 |                                 |

## アイスホッケー
- スタンレー・カップ
ケベック・ブルドッグス (NHA) （2勝0敗） モンクトン・ヴィクトリアズ (MPHL)

## 大相撲
優勝掲額者
- 春（1月12日初日）:東横綱　太刀山峰右エ門（8勝1敗1分）
- 夏（5月17日初日）:西横綱　太刀山峰右エ門（10戦全勝）

1月場所8日目に太刀山が西ノ海に負けたが、それまで43連勝していた。
優勝旗手
- 春 :西前頭13枚目　近江富士初治郎（7勝2敗1分）
- 夏 :東前頭5枚目　千年川亀之助（7勝2敗1預）

## ゴルフ

### 世界4大大会（男子）
- 全米オープン優勝者：ジョン・マクダーモット（アメリカ）
- 全英オープン優勝者：テッド・レイ（ジャージー島）

## 自転車競技

### ロードレース
- 第4回ジロ・デ・イタリア
総合優勝：アタラチーム（イタリア：カルロ・ガレッティ、ジョヴァンニ・ミケレット、エベラルド・パヴェージ）
- 第10回ツール・ド・フランス
総合優勝：オディル・ドフレイエ（ベルギー）

## テニス

### グランドスラム
- 全豪選手権　男子単優勝：ジェームズ・パーク（イギリス）
- 全仏選手権　男子単優勝：マックス・デキュジス（フランス）、女子単優勝：ジャンヌ・マシー（フランス）
- ウィンブルドン　男子単優勝：アンソニー・ワイルディング（ニュージーランド）、女子単優勝：エセル・トムソン・ラーコム（イギリス）
- 全米選手権　男子単優勝：モーリス・マクローリン（アメリカ）、女子単優勝：メアリー・ブラウン（アメリカ）

### ストックホルムオリンピック
＜屋外競技＞
- 男子シングルス　金：チャールズ・ウィンスロー（南アフリカ）、銀：ハロルド・キトソン（南アフリカ）、銅：オスカー・クロイツァー（ドイツ）
- 女子シングルス　金：マルグリット・ブロクディス（フランス）、銀：ドロテア・ケーリング（ドイツ）、銅：モーラ・マロリー（ノルウェー）
- 男子ダブルス　金：チャールズ・ウィンスロー＆ハロルド・キトソン（南アフリカ）、銀：フェリックス・パイプス＆アーサー・ツボーツィル（オーストリア）、銅：アルベール・カネ＆マルク・メニ・ド・マラーニュ（フランス）
- 混合ダブルス　金：ハインリヒ・ションブルク＆ドロテア・ケーリング（ドイツ）、銀：グンナー・セッターウォール＆ジークリット・フィック（スウェーデン）、銅：アルベール・カネ＆マルグリット・ブロクディス（フランス）

＜室内競技＞
- 男子シングルス　金：アンドレ・ゴベール（フランス）、銀：チャールズ・ディクソン（イギリス）、銅：アンソニー・ワイルディング（ニュージーランド）
- 女子シングルス　金：エディット・ハンナム（イギリス）、銀：ソフィー・カステンショルド（デンマーク）、銅：マーベル・パートン（イギリス）
- 男子ダブルス　金：アンドレ・ゴベール＆モーリス・ジェルモー（フランス）、銀：カール・ケンペ＆グンナー・セッターウォール（スウェーデン）、銅：アルフレッド・ビーミッシュ＆チャールズ・ディクソン（イギリス）
- 混合ダブルス　金：チャールズ・ディクソン＆エディット・ハンナム（イギリス）、銀：ハーバート・ローパー・バレット＆ヘレン・エッチソン（イギリス）、銅：グンナー・セッターウォール＆ジークリット・フィック（スウェーデン）

「屋外競技」と「室内競技」が別個に実施され、それぞれの競技でメダルが授与された。

## 野球

### アメリカ大リーグ
- ワールドシリーズ
ボストン・レッドソックス（ア・リーグ） （4勝3敗） ニューヨーク・ジャイアンツ（ナ・リーグ）

## その他のスポーツ
- 1月28日 - 白瀬矗ら南極探検隊、南緯80度50分に到達し、周辺一帯を『大和雪原』と命名
  - 6月20日 - 白瀬ら、芝浦港に帰港

## 誕生
- 1月2日 - 26代木村庄之助（愛知県、相撲、+1984年）
- 1月2日 - 豊田久吉（山口県、水泳）
- 2月4日 - バイロン・ネルソン（アメリカ、ゴルフ、+2006年）
- 2月9日 - 双葉山定次（大分県、相撲、+1968年）
- 3月11日 - 岩本義行（広島県、野球、+2008年）
- 3月23日 - アルフレート・シュヴァルツマン（ドイツ、体操、+2000年）
- 4月8日 - ソニア・ヘニー（ノルウェー、フィギュアスケート、+1969年）
- 4月20日 - エリック・アウグスト・ラルソン（スウェーデン、ノルディックスキー、+1982年）
- 5月23日 - 山岸二郎（福岡県、テニス、+1997年）
- 5月27日 - サム・スニード（アメリカ、ゴルフ、+2002年）
- 6月6日 - ジョーン・ハーティガン（オーストラリア、テニス、+2000年）
- 7月6日 - ハインリヒ・ハラー（オーストリア、登山家、+2006年）
- 8月13日 - ベン・ホーガン（アメリカ、ゴルフ、+1997年）
- 8月15日 - 田島直人（山口県、陸上競技、+1990年）
- 8月29日 - 孫基禎（日本→韓国、陸上競技、+2002年）
- 9月22日 - 原田正夫（京都府、陸上競技、+2000年）
- 10月15日 - ヤドヴィガ・イェンジェヨフスカ（ポーランド、テニス、+1980年）
- 12月12日 - ヘンリー・アームストロング（アメリカ、ボクシング、+1988年）

## 死去
- 3月29日 - ロバート・スコット（イギリス、探検家、*1868年）
- 7月15日 - フランシスコ・ラザロ（ポルトガル、陸上競技、*1891年）